# Alexander Victor Zechmeister
Alexander Victor Zechmeister, Pseudonym Alexander Victor Wilhelmi (5. September 1817 in Ofen, Österreichisches Kaiserreich – 8. Oktober 1877 in Meran, Österreich-Ungarn) war ein deutscher Theaterschauspieler und Bühnenschriftsteller.

## Leben
Die Zechmeister waren eine deutsche, in Ungarn ansässige Familie. Alexander, Sohn eines k. k. Rechnungsrates, kam, nachdem er früh seine Eltern verloren hatte, im Alter von neun Jahren 1826 in eine Erziehungsanstalt (Krausesches Institut) in Wien.
Später besuchte er das Piaristen-Gymnasium in der Josefstadt und trat nach Absolvierung der Obersekunda als Lehrling in die Karl Geroldsche Buchhandlung ein. In den Jahren 1838 bis 1842 war er Gehilfe in der Kilianschen Buchhandlung in Pest.
Aber innerer Drang und entschiedene Begabung bestimmten ihn endlich, seinen Beruf aufzugeben und sich der Bühne zu widmen. So verließ er, 25 Jahre alt, die kaufmännische Laufbahn, tauschte seinen Familiennamen gegen den Künstlernamen Wilhelmi und ging 1842 in Pressburg zum Theater über. Schon im folgenden Jahr fand er Verwendung in Berlin, machte dann seine Künstlerfahrten mit der Lobeschen Gesellschaft nach Liegnitz, Glatz, Neiße, trat 1845 am Hamburger Stadttheater (Antrittsrolle: „Elias Krumm“) mit seiner Ziehschwester Antonie Wilhelmi auf und kam mit dieser 1849 an das Hoftheater in Dresden, an welchem er 27 Jahre, mit kurzer Unterbrechung, bis zu seiner wegen zunehmender Kränklichkeit erfolgten Pensionierung im Dezember 1876 tätig blieb. Schon im folgenden Jahre starb er. 
Er leistete namentlich im Fach der alten, ergrauten Diener Vorzügliches, wurde aber auch anderweitig in bedeutenderen Rollen beschäftigt. 
Wilhelmi konnte die Ruhe des Alters nicht lange genießen. Er hoffte in einem südlichen Klima Genesung zu finden und begab sich zum Winteraufenthalt nach Meran in Tirol, starb aber dort nach nur kurzem Aufenthalt am 8. Oktober 1877. Begraben wurde er am 13. Oktober auf dem St. Annenkirchhofe in Dresden.
Bekannter wurde er aber durch seine meist einaktigen Lustspiele, unter denen das zuerst im Jahr 1850 erschienene Einer muß heirathen, in dem er auf die Verhältnisse der Gebrüder Grimm anspielt, ohne doch von diesen wirkliche Bilder zu zeichnen, die weiteste Verbreitung fand und sogar ins Englische und Dänische übersetzt wurde. Sie erschienen unter dem Titel: „Lustspiele“ in vier Bänden gesammelt im Verlag der Arnoldschen Buchhandlung in Dresden in den Jahren 1853 bis 1860 und zeichnen sich durch einen gewandten Dialog und drollige Situationen aus. Weniger Glück hatte Wilhelmi mit seinen größeren Stücken, z. B. mit dem vieraktigen Lustspiel „Zurück“ (Berlin 1860).

## Werke
- Abwarten
- Alle sind Egoisten Lustspiel in 3 Aufzügen
- Durchs Fernrohr
- Eine Anzeige, Schwank
- Einer muss heiraten
- Er hat Recht
- Fest im Entschlusse
- Ein gutes Herz, Lustspiel in 2 Aufzügen
- Der letzte Triumph
- Mit den Wölfen muss man heulen
- Eine schöne Schwester, Lustspiel in 3 Aufzügen
- Zu spät, Lustspiel in 4 Aufz., nach einer Novelle von Léon Gozlan